# وینیسیوس اولیویرا فرانکو
وینیسیوس اولیویرا فرانکو (به پرتغالی: Vinícius Oliveira Franco) هافبک اهل برزیل است که در شهر کامپوگرانده و در تاریخ ۱۶ مهٔ ۱۹۸۶ به دنیا آمده‌است.